# Indicoblemma
Indicoblemma is een geslacht van spinnen uit de  familie van de Tetrablemmidae.

## Soorten
- Indicoblemma lannaianum Burger, 2005
- Indicoblemma monticola (Lehtinen, 1981)
- Indicoblemma sheari Bourne, 1980